# Штанов Юрій Володимирович
Штанов Юрій Володимирович (нар. 1964) — український астрофізик і космолог, завідувач лабораторії астрофізики і космології Інституту теоретичної фізики ім. М. М. Боголюбова НАН України, лауреат Премії НАНУ ім. Є. П. Федорова (2009).

## Біографія
Народився 4 жовтня 1964 року в Києві. 1987 року з відзнакою закінчив Московський фізико-технічний інститут за спеціальністю «інженер-фізик» і в тому ж інституті вступив до аспірантури. 1991 року захистив кандидатську дисертацію «Фізичні процеси у ранньому Всесвіті та спостережна великомасштабна структурність».
Від червня 1991 року працює в київському Інституті теоретичної фізики ім. М. М. Боголюбова у відділі астрофізики та елементарних частинок. В 1994 році був у тривалому відрядженні в Браунському університеті у США, а в 1997 році — в Міжуніверситетському центрі з астрономії і астрофізики в Індії. 2011 року в Інституті ім. М. М. Боголюбова очолив новостворену лабораторію астрофізики і космології у складі відділу астрофізики і елементарних частинок. 2012 року захистив докторську дисертацію «Теорія світу на брані та еволюція Всесвіту».
З 2009 року Київському національному університеті імені Тараса Шевченка на фізичному факультеті читає лекційний курс «Космологія раннього Всесвіту», а також керуює науковими роботами аспірантів та студентів університету.

## Наукові результати
Був одним з керівників віртуальної рентгенівської і гамма-обсерваторії VIRGO, яка опрацьовувала дані космічних місій (зокрема, INTEGRAL і XMM-Newton) і робила на їх основі дослідження в галузі астрофізики високих енергій.
Запропонував нову теорія розігріву Всесвіту після інфляції, яка враховує явище параметричного резонансу, яке впливає на швидкість народження бозонів осцилюючим скалярним полем.
У співавторстві з О. В. Візнюк створив багатовимірну теорію гравітації на основі концепції світу на брані і розробив відповідні космологічні моделі, які описують властивості темної матерії і темної енергії.

## Відзнаки
- Премія НАН України імені Є. П. Федорова за цикл робіт «Блакитні карликові галактики та проблеми темної матерії» (2009, в співавторстві з Наталією Гусєвою і Юрієм Ізотовим)[6].